# Finale de la Coupe des clubs champions européens 1976-1977
La finale de la Coupe des clubs champions européens 1976-1977 voit le Liverpool FC devenir champion d'Europe pour la première fois de son histoire, en disposant des allemands du Borussia Mönchengladbach (3-1).
Avant cette finale le FC Liverpool a enchainé 17 matchs en quatre semaines, sacré champion d'Angleterre quelques jours avant cette rencontre, les reds ont dû en revanche s'incliner en finale de la CUP (1-2) à Wembley contre Manchester United. La plupart des joueurs de la formation britannique semblent être très usés physiquement et donc pas dans les meilleures conditions pour défier la formation allemande du Borussia Mönchengladbach. 
À cette usure et fatigue générale s'ajoutent deux absences majeures, celle de John Toshack qui souffre de la cheville, et Phil Thompson absent déjà depuis plusieurs semaines.
Ce match est marqué par le duel Kevin Keegan - Berti Vogts qui va tourner à l'avantage du Britannique. Fair-play le défenseur allemand adressera ses félicitations à l'attaquant anglais à la réception d'après match. Durant toute la rencontre le FC Liverpool va dominer la formation allemande et imposer son style, le Borussia Mönchengladbach partait pourtant favori avant le coup d'envoi, mais le onze allemand est passé à côté de son sujet. 
Kevin Keegan joue son dernier match avec les Reds, il partira ensuite pour 3 saisons jouer au Hambourg SV ; il considèrera cette victoire comme un cadeau fait aux fans de Liverpool avant son départ.

## Parcours des finalistes
Note : dans les résultats ci-dessous, le score du finaliste est toujours donné en premier (D : domicile ; E : extérieur).
| Liverpool FC     | Liverpool FC | Liverpool FC | Liverpool FC |                     | Borussia Mönchengladbach | Borussia Mönchengladbach | Borussia Mönchengladbach | Borussia Mönchengladbach | Borussia Mönchengladbach |
| ---------------- | ------------ | ------------ | ------------ | ------------------- | ------------------------ | ------------------------ | ------------------------ | ------------------------ | ------------------------ |
| Adversaire       | Total        | Aller        | Retour       | Tour                | Adversaire               | Total                    | Aller                    | Retour                   |                          |
| Crusaders FC     | 7 - 0        | 2 - 0 (D)    | 5 - 0 (E)    | Seizièmes de finale | Austria Vienne           | 3 - 1                    | 0 - 0 (E)                | 3 - 0 (D)                |                          |
| Trabzonspor      | 3 - 1        | 0 - 1 (E)    | 3 - 0 (D)    | Huitièmes de finale | Torino FC                | 2 - 1                    | 2 - 1 (E)                | 0 - 0 (D)                |                          |
| AS Saint-Étienne | 3 - 2        | 0 - 1 (E)    | 3 - 1 (D)    | Quarts de finale    | FC Bruges                | 3 - 2                    | 2 - 2 (D)                | 1 - 0 (E)                |                          |
| FC Zurich        | 6 - 1        | 3 - 1 (E)    | 3 - 0 (D)    | Demi-finales        | Dynamo Kiev              | 2 - 1                    | 0 - 1 (E)                | 2 - 0 (D)                |                          |

## Feuille de match
| 25 mai 1977 | Liverpool FC                                | 3 – 1   | Borussia Mönchengladbach | Stadio Olimpico, Rome                         |                                               |
|             | McDermott 28e · Smith 64e · Neal 82e (pen.) | (1 – 0) | 52e Simonsen             | Spectateurs : 52 078 Arbitrage : Robert Wurtz | Spectateurs : 52 078 Arbitrage : Robert Wurtz |
|             | Rapport                                     |         |                          | Spectateurs : 52 078 Arbitrage : Robert Wurtz | Spectateurs : 52 078 Arbitrage : Robert Wurtz |

| Liverpool | Borussia Mönchengladbach |

|               |    |                      |  |
|               |    |                      |  |
| G             | 1  | Ray Clemence         |  |
| DD            | 2  | Phil Neal            |  |
| DG            | 3  | Joey Jones           |  |
| DC            | 4  | Tommy Smith          |  |
| MG            | 5  | Ray Kennedy          |  |
| DC            | 6  | Emlyn Hughes         |  |
| ATT           | 7  | Kevin Keegan         |  |
| MC            | 8  | Jimmy Case           |  |
| ATT           | 9  | Steve Heighway       |  |
| MD            | 10 | Ian Callaghan        |  |
| MC            | 11 | Terry McDermott      |  |
| Remplaçants : |    |                      |  |
| G             | 12 | Peter McDonnell (en) |  |
| ATT           | 13 | David Fairclough     |  |
| ATT           | 14 | David Johnson        |  |
| M             | 15 | Alan Waddle          |  |
| D             | 16 | Alec Lindsay         |  |
| Entraineur :  |    |                      |  |
| Bob Paisley   |    |                      |  |

|               |    |                      |     |     |
|               |    |                      |     |     |
| G             | 1  | Wolfgang Kneib       |     |     |
| DD            | 2  | Berti Vogts          |     |     |
| DG            | 3  | Hans Klinkhammer     |     |     |
| DC            | 4  | Hans-Jürgen Wittkamp |     |     |
| DC            | 5  | Rainer Bonhof        |     |     |
| MG            | 6  | Horst Wohlers        |     | 79e |
| ATD           | 7  | Allan Simonsen       |     |     |
| ATG           | 8  | Herbert Wimmer       |     | 24e |
| MDC           | 9  | Uli Stielike         | 86e |     |
| MD            | 10 | Frank Schäffer       |     |     |
| AVC           | 11 | Jupp Heynckes        |     |     |
| Remplaçants : |    |                      |     |     |
| G             |    | Wolfgang Kleff       |     |     |
| M             | 15 | Wilfried Hannes      |     | 79e |
| M             | 12 | Christian Kulik      |     | 24e |
| ATT           |    | Kalle Del'Haye       |     |     |
| ATT           |    | Herbert Heidenreich  |     |     |
| Entraineur :  |    |                      |     |     |
| Udo Lattek    |    |                      |     |     |